# Cahul (stad)
Cahul (Russisch: Кахул, Kachoel) is een gemeente - met stadstitel - in Moldavië. De stad ligt in het zuiden van het land, aan de noordrand van de Boedzjak-steppe en niet ver van de rivier de Proet, die de grens met Roemenië vormt. Het is de hoofdstad van het gelijknamige departement (raion).
De stad behoorde gedurende de laatste twee eeuwen achtereenvolgens tot Rusland (1812-1856), het vorstendom Moldavië (1856-1878), opnieuw Rusland (1878-1920), Roemenië (1920-1940) de Sovjet-Unie (1940-1991) en de republiek Moldavië.
Cahul staat bekend om zijn muziekfestivals, waaronder het tweejaarlijkse internationale volksmuziekfestival Nufarul Alb (= Witte Waterlelie).

## Geboren
- Vika Jigulina (1986), Roemeens zangeres